# Dendronephthya tixierae
Dendronephthya tixierae is een zachte koraalsoort uit de familie Nephtheidae. De koraalsoort komt uit het geslacht Dendronephthya. Dendronephthya tixierae werd in 1977 voor het eerst wetenschappelijk beschreven door d'Hondt. 